# Wygnanka (powiat bialski)
Wygnanka – wieś w Polsce, położona w województwie lubelskim, w powiecie bialskim, w gminie Sosnówka.
| SIMC   | Nazwa   | Rodzaj    |
| ------ | ------- | --------- |
| 020132 | Pańskie | część wsi |
| 020149 | Pieńki  | część wsi |
| 020155 | Posada  | część wsi |

W latach 1975–1998 miejscowość należała administracyjnie do województwa bialskopodlaskiego. 
Wieś jest sołectwem w gminie Sosnówka. Według Narodowego Spisu Powszechnego z roku 2011 wieś liczyła 127 mieszkańców i była jedenastą co do wielkości miejscowością gminy.
Wierni Kościoła rzymskokatolickiego należą do parafii Narodzenia Najświętszej Maryi Panny w Motwicy.